# Тускарора (плем'я)

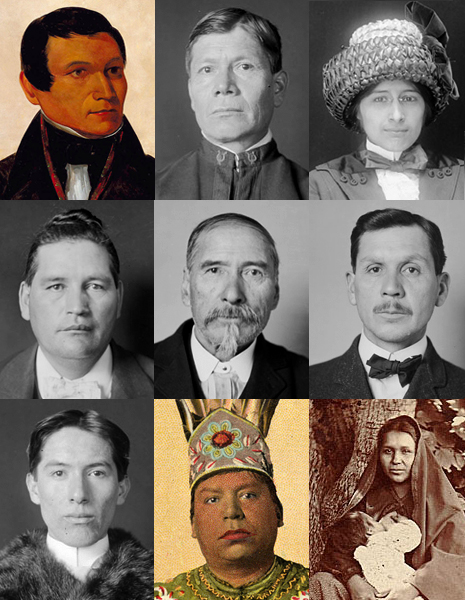
Представники тускарора

Тускарора (англ. Tuscarora) — корінне індіанське плем'я, представники якого мешкають наразі в штатах Нью-Йорк, Північна Кароліна, а також в Канаді.

## Назва та мова
Буквальне значення назви племені — «збирачі конопель» або «люди, що носять сорочки».
Мова тускарора належить до північних ірокезьких мов.

## Території
Історична батьківщина тускарора — Північна Кароліна та Вірджинія, де вони вперше зіткнулися з європейцями.
Починаючи приблизно з 1713 року під час Тускарорської війни більшість тускарора почали міграцію на північ: в сучасні Західну Вірджинію, Меріленд та Нью-Йорк. Вони оселилися між племенами онондага та онейда та ввійшли в склад Ірокезької конфедерації.

## Демографія
За різними даними у 1708—1710 роках в племені налічувалося від 1200 до 2000 воїнів. Історики припускають, що загальна чисельність тускарора на початку XVIII століття могла сягати 5000 тисяч.
Наразі чисельність тускарора складає приблизно 17 тисяч осіб.

## В літературі
У романі Джеймса Фенімора Купера «Слідопит» дійовими особами є подружжя тускарора: Ерроухед (Гостра Стріла) та Червнева Роса.